# Enlèvement de Pietro Costa
L'enlèvement de Pietro Costa a été réalisé par la colonne génoise des Brigades rouges au début de l'année 1977 afin d'obtenir de l'argent pour s'autofinancer.

## Déroulement
Pietro Costa, né à Gênes le 27 décembre 1935, est un ingénieur naval, fils de Giacomino Costa, membre de la famille des armateurs liguriens, propriétaire de Costa Croisières.
L'enlèvement a eu lieu à Spianata Castelletto le 12 janvier 1977 à 19 h 30, alors que l'ingénieur rentrait chez lui, par six hommes qui l'ont fait monter dans une Fiat 132 blanche,.
Pendant son enlèvement, Pietro Costa est retenu prisonnier dans une maison de Via Pomposa, vêtu d'un survêtement et attaché à son lit par deux chaînes. Il reste prisonnier pendant 81 jours.

## Dénouement
Après paiement de la rançon demandée (un milliard et demi de lires, équivalent de 1,8 million de dollars), les Brigades rouges le libèrent le 3 avril 1977.
Dans une poche, Costa avait un tract revendiquant le geste au nom des Brigades Rouges. Il s'agit de la première revendication brigadiste d'une action criminelle de droit commun, sans objectif politique direct. 
L'argent de la rançon est investi dans l'achat d'armes et d'un appartement,, celui où fut détenu l'homme politique Aldo Moro l'année suivante.